# Otus ireneae
El autillo de Sokoke (Otus ireneae) es una especie de ave estrigiforme de la familia Strigidae nativo de Kenia y Tanzania. La mayor población de esta especie de búho se encuentra en los bosques de Cynometra-Manilkara, que es menos de un tercio del bosque de Sokoke. También se puede encontrar en bosques de Afzelia-Cynometra.
Puede alcanzar hasta 16 a 17 cm de longitud y puede llegar a pesar hasta 57 g, es el más pequeño de los autillos.